# Formules de physique
La physique est une science dont une des expressions les plus précises et utiles pour faire des prévisions est le langage mathématique. Des lois physiques traduisent les phénomènes et observation, et souvent leur expression mathématique est courte et explicite ... pour ceux qui maîtrisent cet outil que sont les mathématiques.
Les formules de physique sont des expressions qui montrent les relations entre la matière, l'énergie, le mouvement, et les forces dans ce langage mathématique. La vision des formules multiples sur une page peut permettre de comprendre les relations entre les variables, après un cours de physique de base de niveau secondaire (typiquement proposé aux 16-18 ans).
L'objectif de cette page est de présenter les relations (formules) principales sous forme mathématique autant que verbale, pour que les élèves en aient une meilleure compréhension. La formulation verbale de nombreuses relations doit encore être ajoutée ou précisée.

## Signification des symboles
{\displaystyle a\,} : accélération
{\displaystyle a_{t}\,} : accélération tangentielle
{\displaystyle a_{c}\,} : accélération centripète
{\displaystyle A\,} : surface ou amplitude
{\displaystyle c\,} : vitesse de la lumière
{\displaystyle c_{p}\,} : chaleur massique, ou capacité thermique massique à pression constante
{\displaystyle d\,} : distance entre deux objets ponctuels
{\displaystyle E\,} : énergie
{\displaystyle E_{c}\,} : énergie cinétique
{\displaystyle E_{p}\,} : énergie potentielle
{\displaystyle F\,} : force
{\displaystyle F_{resultante}=\sum F_{i}} : force résultante
{\displaystyle f_{k}\,} : force de frottement cinétique
{\displaystyle f_{s}\,} : force de frottement statique
{\displaystyle g\,} : accélération de la gravité
{\displaystyle I\,} : percussion mécanique ou, selon le contexte, intensité d'un courant électrique
{\displaystyle m\,} : masse
{\displaystyle \mu _{c}\,} : coefficient de frottement cinétique
{\displaystyle \mu _{s}\,} : coefficient de frottement statique
{\displaystyle F_{N}\,} : force normale à une surface ou un axe
{\displaystyle n\,} : quantité de matière
{\displaystyle \nu \,} : fréquence
{\displaystyle \omega \,} : vitesse angulaire ou pulsation
{\displaystyle {\vec {p}}} : quantité de mouvement
{\displaystyle P\,} : puissance ou, selon le contexte, pression
{\displaystyle q\,} : charge électrique
{\displaystyle Q\,} : quantité de chaleur
{\displaystyle r\,} : rayon
{\displaystyle R\,} : résistance électrique
{\displaystyle {\vec {s}}\,} : déplacement
{\displaystyle T\,} : période ou, selon le contexte, température absolue
{\displaystyle t\,} : temps
{\displaystyle \theta \,} : angle (voir les annotations à côté de chaque formules)
{\displaystyle U\,} : tension électrique
{\displaystyle V\,} : volume
{\displaystyle V_{df}\,} : volume de fluide déplacé
{\displaystyle v_{f}\,} : vitesse finale
{\displaystyle v_{i}\,} : vitesse initiale
{\displaystyle x_{f}\,} : position finale
{\displaystyle x_{i}\,} : position initiale

## CinématiqueduMRUAou des cas où l'accélération est constante
Les formules de cinématique lient la position d'un objet, sa vitesse, et son accélération, sans tenir compte de sa masse et des forces qui s'exercent sur lui.
{\displaystyle v=\left({\frac {\Delta x}{\Delta t}}\right)_{{\Delta t}\rightarrow 0}} : la vitesse d'un mobile en un instant est la dérivée de la position {\displaystyle x(t)} en fonction du temps, c'est-à-dire aussi la pente de la tangente à la courbe {\displaystyle x(t)} de la position en fonction du temps en cet instant.
{\displaystyle a=\left({\frac {\Delta v}{\Delta t}}\right)_{{\Delta t}\rightarrow 0}} : l'accélération d'un mobile en un instant est la dérivée de la vitesse {\displaystyle v(t)} en fonction du temps, c'est-à-dire aussi la pente de la tangente à la courbe {\displaystyle v(t)} de la vitesse en fonction du temps en cet instant.
{\displaystyle \Delta v=a\Delta t\,\,{\rm {avec}}\,\,\Delta v=v_{f}-v_{i}=\,\,{\rm {ou}}\,\,v_{f}=v_{i}+a\Delta t} : la vitesse varie linéairement avec le temps
{\displaystyle \Delta x={v_{i}}{t}+{\frac {1}{2}}{at^{2}}\,\,{\rm {avec}}\,\,\Delta x=x_{f}-x_{i}\,\,{\rm {ou}}\,\,x_{f}=x_{i}+{v_{i}}{t}+{\frac {1}{2}}{at^{2}}} : l'espace parcouru (ou la position) varie quadratiquement (comme une parabole) avec le temps
d'où l'on peut déduire aussi les relations
{\displaystyle x_{f}=x_{i}+{v_{i}}{t}+{\frac {1}{2}}{at^{2}}}
{\displaystyle x_{f}=x_{i}+{\frac {(v_{i}+v_{f})}{2}}t}
{\displaystyle v_{f}^{2}=v_{i}^{2}+{2a}{(x_{f}-x_{i})}=v_{i}^{2}+2a\Delta x}

## Dynamique
Comme la cinématique, la dynamique concerne le mouvement mais cette fois en prenant en compte la force et la masse des objets.
{\displaystyle {{\vec {F}}_{resultante}}=m.{\vec {a}}\,\ } : une force agissant sur un mobile communique à celui-ci une accélération inversement proportionnelle à sa masse. C'est la seconde loi de Newton
{\displaystyle F_{N}=mg\cos \theta \,} ({\displaystyle \theta \,} est l'angle entre la surface de support et la verticale) : la force normale (perpendiculaire) exercée par une surface faisant un angle {\displaystyle \theta \,} avec l'horizontale, sur un corps est la projection de son poids sur cette direction perpendiculaire
{\displaystyle F_{c}={\mu _{c}}F_{N}\,\ } : la force de frottement cinétique, qui apparaît lorsque le point de contact entre l'objet est en mouvement l'une par rapport au support, est proportionnelle à la force avec laquelle le support agit sur l'objet.
{\displaystyle F_{s}={\mu _{s}}F_{N}\,\ } : la force de frottement statique, qui apparaît lorsque le point de contact entre l'objet est immobile l'une par rapport au support, est proportionnelle à la force avec laquelle le support agit sur l'objet. Cette dernière est presque toujours plus grande que la force de frottement cinétique (donc {\displaystyle {\mu _{s}}>{\mu _{c}}})

## Travail,énergie, etpuissance
Le travail, l'énergie et la puissance décrivent la manière dont les objets affectent la nature.
{\displaystyle W=\int {\vec {F}}\cdot d{\vec {s}}} -- définition du travail mécanique, en toute généralité et en particulier si la force change le long du déplacement. Si la force est constante (en direction, sens et norme) sur tout le déplacement, cette relation devient simplement : :{\displaystyle W={\vec {F}}\cdot \Delta {\vec {x}}}
{\displaystyle W=\Delta {E_{c}}\,\!} : une expression du théorème de l'énergie cinétique
{\displaystyle W=-\Delta {E_{p}}\,\!} : une définition de l'énergie potentielle, quand on n'a affaire qu'à une seule force, de nature conservative.
{\displaystyle E_{p}=mgh\,\!} : l'énergie potentielle par rapport à une hauteur repère h est donnée par le produit du poids et de la hauteur h.
{\displaystyle E_{m}=E_{c}+E_{p}\,\!} : l'énergie mécanique d'un système est la somme de son énergie cinétique et de son énergie potentielle
{\displaystyle E_{c}={\frac {1}{2}}{mv^{2}}\,\!} : définition de l'énergie cinétique d'un corps (formule appliquée à des exemples simples, ce n'est en rien une formule générale)
{\displaystyle P={\frac {dE}{dt}}=\int {\vec {F}}\cdot {\vec {v}}\,\!}
{\displaystyle P_{moy}={\frac {\Delta E}{\Delta t}}\,\!}

## Mouvement harmonique simpleetpendule simple
{\displaystyle {\vec {F}}=-k\Delta {\vec {x}}\,\!} : la force exercée sur un corps par un ressort est proportionnelle à l'allongement de celui-ci par rapport à sa position d'équilibre, et est orientée dans le sens opposé à cet allongement. C'est une force de rappel. k est la raideur du ressort) d'après la loi de Hooke
{\displaystyle T_{ressort}=2\pi {\sqrt {\frac {m}{k}}}\,\!} : la période d'une masse m accrochée à un ressort de rigidité k est proportionnelle à la racine du rapport de la masse et de cette rigidité
{\displaystyle \nu ={\frac {1}{T}}\,\!} : fréquence de l'oscillation
{\displaystyle \omega =2\pi {\frac {1}{T}}\,\!=2\pi \nu ={\sqrt {\frac {k}{m}}}} : pulsation de l'oscillation
{\displaystyle E_{pe}={\frac {1}{2}}kx^{2}\,\!} : énergie potentielle élastique
{\displaystyle v_{max,ressort}=x_{max}{\sqrt {\frac {k}{m}}}\,\!}
{\displaystyle T_{pendule}=2\pi {\sqrt {\frac {L}{g}}}\,\!} (pour un pendule simple)

## Quantité de mouvement
La quantité de mouvement est la grandeur associée à la vitesse d'une masse, en mécanique classique.
{\displaystyle {\vec {p}}=m{\vec {v}}\,\!} -- définition : la quantité de mouvement d'un corps est le produit de sa masse par sa vitesse.
{\displaystyle I=\int F\,dt} -- définition : l'impulsion ou percussion mécanique reçue par un corps est, si la force exercée sur celui-ci est constante dans le temps, le produit de la force et du temps.
{\displaystyle \Delta p\,\!=I} : la variation de quantité de mouvement d'un corps durant un certain temps {\displaystyle \Delta t} est donnée par l'impulsion ou percussion mécanique communiquée à ce corps
{\displaystyle m_{1}{\vec {v_{1}}}+m_{2}{\vec {v_{2}}}=m_{1}{\vec {v_{1}'}}+m_{2}{\vec {v_{2}'}}\,\!} : dans un système pour lequel l'impulsion communiquée à un corps est nulle, la quantité de mouvement ne change pas. Ceci est une expression de la conservation de la quantité de mouvement, qui s'applique aux systèmes isolés ou pseudo-isolés.
{\displaystyle {\frac {1}{2}}m_{1}v_{1}^{2}+{\frac {1}{2}}m_{2}v_{2}^{2}={\frac {1}{2}}m_{1}v_{1}'^{2}+{\frac {1}{2}}m_{2}v_{2}'^{2}\,\!} (Note: ceci n'est valable que pour les collisions élastiques)

## Mouvement circulaire uniformeetgravitation
Un objet, par exemple un satellite autour d'une planète ou une planète autour du soleil, se déplace sur une circonférence à vitesse dont la grandeur est constante.
Dans cette section, {\displaystyle a_{c}} et {\displaystyle F_{c}} représentent respectivement l'accélération centripète et la force centripète.
{\displaystyle a_{c}={\frac {v^{2}}{r}}={\frac {4\pi ^{2}r}{t^{2}}}\,\!}
{\displaystyle F_{c}={\frac {mv^{2}}{r}}\,\!}
{\displaystyle F_{g}=G{\frac {m_{1}m_{2}}{r^{2}}}\,\!} où {\displaystyle r} est la distance entre les centres des masses : loi de la gravitation universelle
{\displaystyle a_{gravite}=G{\frac {m_{planete}}{r^{2}}}\,\!}
{\displaystyle v_{satellite}={\sqrt {\frac {Gm_{planete}}{R}}}}
{\displaystyle E_{p}^{gravitationnelle}=-G{\frac {m_{1}m_{2}}{r}}} : la référence (:{\displaystyle E_{p}^{gravitationnelle}=0}) est à une distance infinie de l'objet qui crée le potentiel
{\displaystyle {\frac {T_{1}^{2}}{a_{1}^{3}}}={\frac {T_{2}^{2}}{a_{2}^{3}}}} exprime une des lois de Kepler

## Électricité
{\displaystyle F_{q_{1},q_{2}}=K{\frac {q_{1}q_{2}}{d_{12}^{2}}}} est la loi de Coulomb qui exprime la force exercée par une charge sur une autre. Dans le vide, K=9,0 × 109 N m2/C2
tension (loi d'ohm) :{\displaystyle U=RI} :
{\displaystyle R={\frac {\rho l}{s}}} : la résistance d'un conducteur ohmique est proportionnelle à sa longueur et inversement proportionnelle à sa section

## Thermodynamique
La thermodynamique concerne les liens macroscopiques entre énergie, mouvement et entropie des particules microscopiques.
{\displaystyle Q=mc_{p}\Delta T\,\!} (à pression constante)
{\displaystyle \Delta L=L_{i}\alpha \Delta T\,\!} : l'allongement thermique d'un barreau est proportionnel à la longueur et à l'écart de température.
{\displaystyle \Delta V=V_{i}\gamma \Delta T\,\!} : la dilatation thermique d'une object de volume {\displaystyle V_{i}} est proportionnelle à ce volume et à l'écart de température.
{\displaystyle PV=nRT\,\!} est la loi des gaz parfaits ; la  constante des gaz parfaits, R, a pour valeur approchée 8,31 J mol−1 K−1.

### Liens connexes
- Grandeur physique
- Système international d'unités